# Вансборо (Северна Каролина)
Вансборо (енгл. Vanceboro) град је у америчкој савезној држави Северна Каролина.

## Демографија
По попису из 2010. године број становника је 1.005, што је 107 (11,9%) становника више него 2000. године.
| Група             | 2000.       | 2010.       |
| Белци             | 649 (72,3%) | 643 (64,0%) |
| Афроамериканци    | 217 (24,2%) | 301 (30,0%) |
| Азијати           | 0 (0,0%)    | 0 (0,0%)    |
| Хиспаноамериканци | 17 (1,9%)   | 26 (2,6%)   |
| Укупно            | 898         | 1.005       |